# Dương Hành Mật
Dương Hành Mật (giản thể: 杨行密; phồn thể: 楊行密; bính âm: Yáng Xíngmì, 852 – 24 tháng 12 năm 905), nguyên danh Dương Hành Mẫn (楊行愍, đổi tên năm 886), tên tự Hóa Nguyên (化源) là người giữ chức Hoài Nam  tiết độ sứ vào cuối thời nhà Đường. Ông cai quản Hoài Nam và một vài quân lân cận, lãnh thổ mà ông cùng gia tộc mình cai quản sau đó trở thành nước Ngô thời Ngũ Đại Thập Quốc.

## Thân thế
Dương Hành Mẫn sinh năm 852, dưới triều đại của Đường Tuyên Tông. Ông là người Hợp Phì, Lư châu. Các tổ tiên của ông, bao gồm cha Dương Phô (楊怤), là nông dân trong nhiều thế hệ. Khi còn trẻ tuổi, ông và Điền Quân (田頵) trở thành bằng hữu thân thiết, nhận là huynh đệ.

## Sự nghiệp ban đầu
Theo ghi chép, Dương Hành Mẫn khi còn trẻ là người có thể chất mạnh mẽ, và trong những năm Càn Phù (874-879) thời Đường Hy Tông, Dương Hành Mẫn trở thành đạo tặc. Sau đó, ông bị bắt, Lư châu thứ sử Trịnh Khể (鄭綮) thấy dáng vẻ của ông thể hiện tố chất không tầm thường, nói: "Ngươi sắp phú quý, sao lại làm tặc?" và thả ông ra. Sau đó, Dương Hành Mẫn trở thành một nha tướng của dân binh Lư châu, lập được công lao trong các trận chiến. Tuy nhiên, kết quả là đô tướng trở nên e sợ ông, người này liền thuyết phục thứ sử khi đó là Lang Ấu Phục (郎幼復) cho Dương Hành Mẫn đi phòng thủ ở vùng ranh giới của châu. Sau đó, khi Dương Hành Mẫn gặp đô tướng để từ biệt, vị đô tướng này giả bộ nói lời ngon ngọt với Dương Hành Mẫn, hỏi Dương Hành Mẫn muốn ông ta làm điều gì; Dương Hành Mẫn đáp: "Chính là cần đầu ngươi!" và sau đó chém chết người này. Kế tiếp, Dương Hành Mẫn nắm quyền chỉ huy chư doanh, xưng Bát doanh đô tri binh mã sứ. Lang Ấu Phục không thể kiểm soát được Dương Hành Mẫn, vì thế phải thông báo cho cấp trên là Hoài Nam tiết độ sứ Cao Biền, thỉnh cho Dương Hành Mẫn thay thế mình. Cao Biền chấp thuận, cho Dương Hành Mẫn làm Hoài Nam áp nha, làm chủ công việc tại Lư châu, sau đó triều đình bổ nhiệm Dương Hành Mẫn làm Lư châu thứ sử theo tiến cử của Cao Biền.

## Làm Lư châu thứ sứ
Cũng vào năm 883, hai thuộc cấp của Cao Biền là Du Công Sở (俞公楚) và Diêu Quý Lễ (姚歸禮) thất bại trong việc hành thích phương sĩ Lã Dụng Chi (呂用之)- người được Cao Biền tin tưởng và nắm quyền khống chế Hoài Nam trên thực tế. Lã Dụng Chi buộc tội hai người này, Cao Biền quyết định khiển họ đi trấn áp các cuộc khởi nghĩa nông dân. Lã Dụng Chi sau đó mật báo (sai trái) với Dương Hành Mẫn rằng Du Công Sở và Diêu Quý Lễ định tiến công Lư châu. Đáp lại, Dương Hành Mẫn tiến hành phục kích Du Công Sở và Diêu Quý Lễ, giết chết họ, và sau đó tâu với Cao Biền rằng họ âm mưu tiến hành binh biến. Cao Biền không rõ sự tình nên khen thưởng Dương Hành Mẫn có công "dẹp loạn".
Năm 884, khi tụng tử của Cao Biền là Cao Ngu (高澞)- đang cai quản Thư châu bị quân nổi dậy của Trần Nho (陳儒) tiến công, Cao Ngu phải cầu viện Dương Hành Mẫn. Dương Hành Mẫn không có đủ binh lính để ứng cứu, song khiển bộ tướng Lý Thần Phúc (李神福) đem một đội quân đến và khiến cho Trần Nho tin rằng một đội quân lớn đang từ Lư châu tiến đến, kết quả là Trần Nho chạy trốn. Sau đó, khi Tần Tông Quyền khiển binh tiến công Lư châu, Dương Hành Mẫn khiển Điền Quân đem quân đi đẩy lui cuộc tiến công của quân Tần Tông Quyền. Trong khi đó, khi đội quân nổi dậy của Ngô Quýnh (吳迥) và Lý Bản (李本) tiến công Thư châu, Cao Ngu quyết định bỏ châu này (và sau đó bị Cao Biền xử tử). Dương Hành Mẫn khiển bộ tướng Đào Nhã (陶雅) và Trương Huấn (張訓) đem binh tiến công Ngô Quýnh và Lý Bản; sau khi Đào Nhã và Trương Huấn bắt giữ và xử tử Ngô Quýnh cùng Lý Bản, Dương Hành Mẫn ủy quyền cho Đào Nhã giữ chức Thư châu thứ sử.
Năm 886, trong thời điểm mà các thứ sử của Hoài Nam tiến đánh lẫn nhau để mở rộng thế lực, Thọ châu thứ sử Trương Cao (張翱) khiển bộ tướng Ngụy Kiền (魏虔) tiến công Lư châu. Dương Hành Mật khiển Điền Quân, Lý Thần Phúc và Trương Huấn đem quân kháng cự, kết quả đẩy lui được cuộc tiến công của Ngụy Kiền. Trong khi đó, Trừ châu thứ sử Hứa Kình (許勍) đem binh tiến công Thư châu; Đào Nhã không thể kháng cự và phải chạy trốn về Lư châu, Thư châu rơi vào tay Hứa Kình. Cũng vào năm 886, theo lệnh của Cao Biền, Dương Hành Mẫn đổi tên thành Dương Hành Mật.

## Tranh giành Hoài Nam

### Chống Tần Ngạn và Tất Sư Đạc
Năm 887, lo sợ Lã Dụng Chi sẽ giết mình, Tất Sư Đạc tiến hành binh biến vào bao vây quân thành Dương châu của Hoài Nam quân. Lã Dụng Chi lúc này đang bất hòa với Cao Biền, ông ta nhân danh Cao Biền bổ nhiệm Dương Hành Mật là "hành quân tư mã", lệnh đem quân đến cứu viện Dương châu. Dương Hành Mật nghe theo ý của Viên Tập (袁襲), quyết định hành động. Dương Hành Mật tập hợp binh lính Lưu châu, mượn thêm quân của Hòa châu thứ sử Tôn Đoan (孫端), được vài nghìn lính và tiến đến Dương châu. Trước khi Dương Hành Mật đến nơi, do Cao Biền cùng cháu là Cao Kiệt (高傑) chống lại, La Dụng Chi phải chạy khỏi Dương châu, họ gặp nhau ở Thiên Trường, cùng với Trương Thần Kiếm (張神劍)- từng một thời là đồng minh của Tất Sư Đạc. (Lúc đó, Tất Sư Đạc nhận được viện binh của Tuyên Thiệp quan sát sứ Tần Ngạn, chiếm được Dương châu.)
Sau đó, Dương Hành Mật dẫn liên quân bao vây Dương châu, Tần Ngạn và Tất Sư Đạc thoạt đầu cố thủ, song các cuộc phản công của họ đều bị Dương Hành Mật đẩy lui, và chịu tổn thất nặng nề. Do bị bao vây, Dương châu cạn nguồn lương thực, người trong thành chịu nạn đói nghiêm trọng và phải ăn thịt đồng loại. (Trong lúc bị bao vây, Tần Ngạn giết Cao Biền, Dương Hành Mật bèn để tang Cao Biền.) Sau vài tháng, Dương Hành Mật vẫn không thể chiếm được thành, do vậy ông tính đến việc triệt thoái, song vào một đêm, cựu thuộc hạ của Lã Dụng Chi là Trương Thẩm Uy (張審威) mở cổng thành cho quân của Dương Hành Mật tiến vào. Tần Ngạn và Tất Sư Đạc chạy trốn, thành Dương châu về tay Dương Hành Mật. Dương Hành Mật xưng là lưu hậu, song giết chết Lã Dụng Chi và một vài người khác mà ông nghi ngờ, bao gồm Trương Thần Kiếm.
Tuy nhiên, vào lúc này, bộ tướng của Tần Tông Quyền là Tôn Nho (孫儒) tiến quân đến gần, mục đích là nhằm tranh giành Hoài Nam (lúc này Tôn Nho hành động độc lập). Tần Ngạn và Tất Sư Đạc hợp binh với Tôn Nho, ngay lập tức tạo ra mối đe dọa với Dương Hành Mật. Viên Tập cho rằng vì quân lính mệt mỏi sau khi phải bao vây thành trong một thời gian dài, còn người dân Dương châu thì phải chịu nạn đói, vì thế Dương Hành Mật không nên đương đầu với Tôn Nho mà nên bỏ thành. Dương Hành Mật chấp thuận, và chuẩn bị di tản trở về Lư châu, song không tiến hành việc này ngay lập tức.
Trong khi đó, triều đình Đường cũng mệt mỏi trước các diễn biến tại Hoài Nam quân, vì thế liền bổ nhiệm Tuyên Vũ tiết độ sứ Chu Toàn Trung kiêm Hoài Nam tiết độ sứ. Chu Toàn Trung tuyên bố cho Dương Hành Mật làm Hoài Nam tiết độ phó sứ, trong khi cho thuộc hạ là Tuyên Vũ hành quân tư mã Lý Phan (李璠) làm Hoài Nam lưu hậu. Chu Toàn Trung khiển nội khách tướng Trương Diên Phạm (張延范) đến Dương châu truyền lệnh của triều đình cho Dương Hành Mật. Thoạt đầu, Dương Hành Mật nghênh tiếp Trương Diên Phạm, song khi biết rằng Chu Toàn Trung khiển Lý Phan đến làm lưu hậu, ông trở nên tức giận; Trương Diên Phạm sợ hãi và chạy trở về Tuyên Vũ. Trong khi đó, trên đường tiến về phía nam nhậm chức, Lý Phan bị Cảm Hóa tiết độ sứ Thì Phổ cho quân phục kích (Thì Phổ tức giận vì không được trao cho Hoài Nam). Trước tình thế bị cả Dương Hành Mật và Thì Phổ chống đối, Chu Toàn Trung từ bỏ kế hoạch tiếp quản Hoài Nam. Sau đó, Chu Toàn Trung tấu với triều đình, tiến cử Dương Hành Mật làm Hoài Nam lưu hậu. Vào mùa xuân năm 888, Tôn Nho (sau khi giết Tần Ngạn cùng Tất Sư Đạc, đoạt lấy binh lính của họ) tiến công Dương châu, dễ dàng chiếm được thành này, Tôn Nho xưng là tiết độ sứ. Dương Hành Mật chạy trốn, và theo ý của Viên Tập, ông trở về Lư châu để chuẩn bị cho các hành động tiếp theo.

### Giao chiến với Tôn Nho
Dương Hành Mật cho rằng Tôn Nho cuối cùng cũng sẽ tiến công đến Lư châu, và đến mùa thu năm 888, ông dự tính tiến quân về phía nam để đánh Trấn Nam tiết độ sứ Chung Truyền (鍾傳) nhằm đoạt lấy lãnh thổ của người này. Tuy nhiên, Viện Tập chỉ ra rằng Chung Truyền nắm giữ Trấn Nam trong nhiều năm và có sự chuẩn bị tốt trước một cuộc tiến công; ông ta thuyết phục Dương Hành Mật rằng nên tiến công Tuyên Thiệp quan sát sứ Triệu Hoàng (趙鍠) (được Tần Ngạn bổ nhiệm khi Tần Ngạn rời Tuyên Thiệp đến Hoài Nam). Dương Hành Mật chấp thuận, ông cũng thuyết phục Tôn Đoan và Trương Hùng (張雄)- một tướng độc lập khi đó đang ở Thượng Nguyên, tiến công Triệu Hoàng. Đại quân của Triệu Hoàng tập trung vào việc kháng cự lại các cuộc tiến công của Tôn Đoan và Trương Hùng, Dương Hành Mật do vậy có thể dễ dàng vượt Trường Giang rồi bao vây quân thành Tuyên châu (宣州) của Tuyên Thiệp. Khi huynh của Triệu Hoàng là Triệu Càn Chi (趙乾之) suất chúng từ Trì châu đến cứu Triệu Hoàng, Dương Hành Mật khiển Đào Nhã đi đánh, kết quả Triệu Càn Chi chiến bại ở Cửu Hoa, phải chạy đến Trấn Nam.
Năm 889, do Tuyên châu cạn nguồn lương thực, Triệu Hoàng bị thuộc hạ là chỉ huy sứ Chu Tiến Tư (周進思) trục xuất; ông ta cố chạy đến Dương châu, song bị Điền Quân bắt được. Sau khi Dương Hành Mật thượng biểu báo lại diễn biến cho Đường Chiêu Tông, Đường Chiêu Tông hạ chiếu bổ nhiệm Dương Hành Mật làm Tuyên Thiệp quan sát sứ. Trong khi đó, Chu Toàn Trung là bằng hữu cũ của Triệu Hoàng, ông ta phái sứ giả đến thỉnh cầu Dương Hành Mật để Triệu Hoàng đến chỗ mình. Tuy nhiên, Dương Hành Mật nghe theo lời của Viên Tập rằng làm như vậy thì Triệu Hoàng sau này có thể trở thành một mối đe dọa, ông cho xử tử Triệu Hoàng và giao thủ cấp cho sứ giả của Chu Toàn Trung. Trong khi đó, Dương Hành Mật khiển Điền Quân tiến công Thường châu, châu này khi đó nằm dưới quyền cai quản của Đỗ Lăng (杜稜)- một thuộc hạ của Tiền Lưu; Điền Quân tập kích và bắt được Đỗ Lăng, đoạt lấy Thường châu. Dương Hành Mật cũng khiển bộ tướng Mã Kính Ngôn (馬敬言) công chiếm Nhuận châu, kết quả Mã Kính Ngôn thành công. Sau đó, Đường Chiêu Tông thăng Tuyên Thiệp thành một quân, đổi tên thành Ninh Quốc, bổ nhiệm Dương Hành Mật là Ninh Quốc tiết độ sứ. Dương Hành Mật tiếp tục khiển Lý Hữu (李友) đem quân đi công chiếm Tô châu, song sau đó Tôn Nho tiến công và đoạt lấy Tô Châu, giết Lý Hữu; thuộc hạ của Dương Hành Mật là An Nhân Nghĩa (安仁義) sau đó cũng bỏ Nhuận châu, châu này về tay Tôn Nho. Khi Tôn Nho tiến công Lư châu, người trấn thủ là Thái Trù (蔡儔) cũng đầu hàng.
Vào mùa xuân năm 891, Tôn Nho tăng cường tiến công, liên tiếp đánh bại An Nhân Nghĩa và Điền Quân, hướng về Tuyên châu. Theo ghi chép, sĩ khí của quân Dương Hành Mật xuống thấp sau các thất bại, và chỉ hồi phục phần nào sau một vài chiến thắng của Lý Thần Phúc và Đài Mông (台濛). Tôn Nho tiến quân đến Hoàng Trì và đánh bại bộ tướng của Dương Hành Mật là Lưu Uy (劉威) và Chu Diên Thọ (朱延壽). Tuy nhiên, quân của Tôn Nho sau đó chịu ảnh hưởng của lụt lội, khiến ông ta phải triệt thoái về Dương châu. Tuy thế, Tôn Nho vẫn có thể khiển bộ tướng Khang Vưởng (康暀) và An Cảnh Tư (安景思) công chiếm Hòa châu và Trừ châu, song Lý Thần Phúc nhanh chóng tái chiếm được hai châu này.
Sau đó, Dương Hành Mật và Chu Toàn Trung liên minh chống Tôn Nho, Tôn Nho hay tin này thì quyết định sẽ tiêu diệt Dương Hành Mật trước và sau đó tiến công Chu Toàn Trung. Tôn Nho buộc những người trưởng thành bất kể nam nữ ở Dương châu phải cùng ông ta vượt Trường Giang, trong khi sát hại những người già cả hay ốm yếu. (Khi Tôn Nho rời khỏi Dương châu, Dương Hành Mật khiển Trương Huấn và Lý Đức Thành (李德誠) tiến vào Dương châu và đoạt lấy những lương thực còn sót lại trong thành, úy lạo những người thoát khỏi cuộc đồ sát của Tôn Nho.) Tôn Nho sau đó bao vây Dương Hành Mật tại Quảng Đức, nhờ Lý Giản (李簡) suất hơn một trăm người lực chiến mà Dương Hành Mật mới có thể thoát thân. Sau đó, Tôn Nho tiến về Tuyên châu, Dương Hành Mật cầu viện Tiền Lưu ở Hàng châu, Tiền Lưu không suất binh song trợ giúp về lương thực cho quân của Dương Hành Mật.
Vào mùa xuân năm 892, chịu sức ép từ đội quân vượt trội về quân số của Tôn Nho, Dương Hành Mật tính đến việc từ bỏ Tuyên châu và triệt thoái đến Đồng Quan. Lưu Uy, Lý Thần Phúc và Đái Hữu Quy (戴友規) liền can gián ông, họ chỉ ra rằng Tôn Nho nghĩ rằng mình có thể nhanh chóng tiêu diệt Dương Hành Mật và vì thế sẽ mang theo lượng lương thực ít ỏi, và Dương Hành Mật chỉ cần từ chối giao chiến với Tôn Nho và khiến quân của Tôn Nho bị hao mòn, thì có thể giành được chiến thắng. Đái Hữu Quy còn thuyết phục Dương Hành Mật đưa những người tị nạn Dương châu đang ở Ninh Quốc trở về Dương châu định cư, mục đích là khiến cho quân của Tôn Nho thấy tiếc Dương châu. Trong khi đó, Trương Huấn và các bộ tướng khác của Dương Hành Mật cũng tái chiếm Thường châu và Nhuận châu. Khi Thì Phổ cũng muốn nhân cơ hội này để nam tiến, Trương Huấn và Lý Đức Thành đẩy lui quân của Thì Phổ, thậm chí còn chiếm được Sở châu.
Vào mùa hè năm 892, quân của Tôn Nho kiệt sức đến mức Dương Hành Mật thấy đủ để bắt đầu tiến công, Trương Huấn cắt đứt tuyến đường tiếp tế lương thực cho quân của Tôn Nho. Hơn nữa, quân lính của Tôn Nho chịu cảnh đau ốm, còn Tôn Nho thì mắc bệnh sốt rét. Do nguồn cung lương thực ít ỏi, Tôn Nho khiển các bộ tướng Lưu Kiến Phong (劉建鋒) và Mã Ân đi cướp bóc lương thực ở khu vực xung quanh. Sau khi hay tin Tôn Nho bị ốm, Dương Hành Mật ra đòn cuối cùng với Tôn Nho, kết quả giành được thắng lợi. Điền Quân bắt được Tôn Nho trên chiến trường, sau đó Dương Hành Mật xử tử Tôn Nho, đưa thủ cấp đến trình Đường Chiêu Tông. Hầu hết tướng sĩ của Tôn Nho đầu hàng Dương Hành Mật, song Lưu Kiến Phong và Mã Ân tập hợp một số tàn quân và tiến về phương nam. Sau đó, Dương Hành Mật hành quân mừng thắng lợi đến Dương châu và lại biến nơi này làm trị sở, Điền Quân đóng quân tại Tuyên châu, còn An Nhân Nghĩa đóng quân tại Nhuận châu. Đường Chiêu Tông sau khi nhận được biểu của Dương Hành Mật, hạ chỉ bổ nhiệm Dương Hành Mật là Hoài Nam tiết độ sứ và Đồng bình chương sự, bổ nhiệm Điền Quân là Ninh Quốc lưu hậu, và bổ nhiệm An Nhân Nghĩa là Nhuận châu thứ sử.

## Cai quản Hoài Nam và lãnh thổ lân cận

### Thời kỳ đầu
Trải qua nhiều năm chiến hỏa, dân số và kinh tế của Hoài Nam bị suy giảm. Dương Hành Mật thực thi tiết kiệm, thúc đẩy nông nghiệp, giảm tô thuế, khuyến khích mậu dịch với các quân lân cận. Theo ghi chép, trong một vài năm thì Hoài Nam khôi phục lại được sự thịnh vượng như trước khi xảy ra chiến tranh. Ông tổ chức 5.000 binh sĩ của Tôn Nho song nay quy phục thành một đội quân tinh nhuệ gọi là Hắc Vân đô (黑雲都), cho họ làm quân tiên phong trong các trận chiến chống các quân khác.
Trong khi các thuộc hạ của Tôn Nho phần lớn đều quy phục Dương Hành Mật, Lư châu thứ sử Thái Trù lại khởi đầu một chiến dịch chống lại Dương Hành Mật ở Lư châu, liên minh với Thư châu thứ sử Nghê Chương (倪章). Để thể hiện quyết tâm, Thái Trù cho đào mộ tổ phụ của Dương Hành Mật, ngoài ra Thái Trù còn khiển sứ giả đem ấn đến cầu cứu Chu Toàn Trung. Tuy nhiên, Chu Toàn Trung kinh thường việc Thái Trù phản phúc, thu ấn song từ chối giúp đỡ, báo sự việc cho Dương Hành Mật. Dương Hành Mật cảm tạ Chu Toàn Trung và khiển Hành doanh đô chỉ huy sứ Lý Thần Phúc suất quân tiến công Thái Trù, còn mình chỉ huy một đội quân đi sau. Thuộc hạ của Thái Trù là Trương Hạo (張顥) đầu hàng Dương Hành Mật. Lư châu thất thủ vào mùa thu năm 893, Dương Hành Mật xử tử Thái Trù, song khi thuộc hạ đề nghị đào mộ phụ mẫu của Thái Trù, ông từ chối và nói rằng: "Trù do vậy mà đắc tội, ta sao lại bắt chước theo" Sau đó, ông khiển Điền Quân tiến công Thiệp châu; khi người Thiệp châu đề nghị đầu hàng nếu Dương Hành Mật cho Đào Nhã làm thứ sử châu của họ, Dương Hành Mật chấp thuận. Dương Hành Mật đối xử tôn trọng với Thiệp châu thứ sử Bùi Xu (裴樞) do triều đình bổ nhiệm, đưa người này trở về kinh sư. Trong khi đó, Nghê Chương bỏ Thư châu và chạy trốn, Dương Hành Mật khiển Lý Thần Phúc đến nhậm chức Thư châu thứ sử.
Mùa xuân năm 894, Hoàng châu thứ sử Ngô Thảo (吳討) quy phục Dương Hành Mật. Hoàng châu vồn thuộc về Vũ Xương quân, nên sau đó Vũ Xương tiết độ sứ Đỗ Hồng (杜洪) suất quân tiến công Hoàng châu, Dương Hành Mật khiển Chu Diên Thọ đem quân đến cứu Ngô Thảo, khởi đầu nhiều năm giao chiến với Vũ Xương. (Sau đó, Ngô Thảo nộp ấn xin cử người thay thế do lo sợ Đỗ Hồng sẽ lại tiến công; Dương Hành Mật cho tiên phong chỉ huy sứ Cù Chương (瞿章) làm chủ Hoàng châu.) Trong khi đó, quan hệ giữa Dương Hành Mật và Chu Toàn Trung cũng bị phá vỡ do hai tranh chấp: khi một sứ giả của Chu Toàn Trung xúc phạm Tứ châu thứ sử Trương Gián (張諫), Trương Gián quay sang quy phục Dương Hành Mật, và khi Dương Hành Mật khiển áp nha Đường Lệnh Hồi (唐令回) đem hơn vạn cân trà đến Biện châu (汴州)- thủ phủ của Tuyên Vũ- để bán, Chu Toàn Trung bắt giữ Đường Lệnh Hồi và tịch thu toàn bộ số trà. Vào mùa xuân năm 895, Dương Hành Mật thượng biểu buộc tội Chu Toàn Trung, thỉnh cầu Đường Chiêu Tông lệnh cho các tiết độ sứ ở phía bắc cùng ông thảo phạt Chu Toàn Trung; triều đình Trường An đương thời rất yếu, và không thấy ghi chép có hành động gì sau khi Dương Hành Mật thượng biểu. Sau đó, Dương Hành Mật công chiếm Thọ châu; ông cho Chu Diên Thọ giữ chức Thọ châu đoàn luyện sứ, Chu Diên Thọ sau đó đánh bại một cuộc phản kích của Tuyên Vũ và vẫn giữ được Thọ châu.
Trong khi đó, Nghĩa Thắng tiết độ sứ Đổng Xương xưng đế, lập nước La Bình (羅平). Trấn Hải tiết độ sứ Tiền Lưu trước đó nguyên là thuộc hạ của Đổng Xương, nay nhân cơ hội này để tiến công Đổng Xương, mộng đoạt lấy Nghĩa Thắng. Dương Hành Mật không muốn để cho Tiền Lưu tiêu diệt Đổng Xương, vì thế ông cố gắng can ngăn Tiền Lưu, cũng khiển sứ giả đến chỗ Đổng Xương thuyết phục người này lập tức bãi bỏ đế hiệu và tái quy phục triều đình. Tuy nhiên, Tiền Lưu không đổi ý, vì thế Dương Hành Mật khiển Đài Mông (台濛) tiến công Tô châu để phân tán Tiền Lưu, ngoài ra cũng thượng biểu cho triều đình để nói giúp cho Đổng Xương. Dương Hành Mật sau đó đích thân chỉ huy cuộc bao vây Tô châu, chiếm được châu thành, song các cuộc tiến công của Điền Quân và An Nhân Nghĩa thì lại bị các bộ tướng khác của Tiền Lưu đẩy lui, và Tiền Lưu vẫn tiếp tục tiến công Đổng Xương. Vào mùa hè năm 896, Đổng Xương buộc phải đầu hàng Tiền Lưu, Tiền Lưu hành quyết Đổng Xương và đoạt lấy Nghĩa Thắng (quân này sau đó đổi tên thành Trấn Đông). Trong khi đó, Tiền Lưu, Đỗ Hồng và Chu Truyền đều lo sợ sẽ là mục tiêu để bành trướng tiếp theo của Dương Hành Mật, vì thế họ liên minh với Chu Toàn Trung. Khoảng thời gian này, Đường Chiêu Tông cho Dương Hành Mật làm kiểm hiệu thái phó, phong tước Hoằng Nông quận vương.
Vào mùa xuân năm 897, Chu Toàn Trung giành được chiến thắng cuối cùng trước hai huynh đệ Thiên Bình tiết độ sứ Chu Tuyên (朱瑄) và Thái Ninh tiết độ sứ Chu Cẩn (朱瑾), kiểm soát hoàn toàn khu vực nằm giữa Hoàng Hà và Hoài Hà. (Cảm Hóa rơi vào tay Chu Toàn Trung từ năm 893.) Chu Tuyên bị hành quyết, Chu Cẩn chạy trốn đến Hoài Nam cùng với các tướng Hà Đông là Sử Nghiễm (史儼) và Lý Thừa Tự (李承嗣) Hà Đông tiết độ sứ Lý Khắc Dụng trước đó khiển họ đến cứu viện cho Chu Tuyên và Chu Cẩn. Dương Hành Mật đích thân đến Cao Bưu nghênh tiếp họ. Theo như ghi chép, trước đó binh sĩ Hoài Nam chỉ giỏi thủy chiến, và nay nhờ được bổ sung thêm binh sĩ từ Thiên Bình, Thái Ninh và Hà Đông, khả năng chiến đấu trên bộ của quân Hoài Nam được cải thiện rất nhiều. Sau đó, Lý Khắc Dụng khiển sứ giả đến chỗ Dương Hành Mật, yêu cầu cho Sử Nghiễm và Lý Thừa Tự trở về Hà Đông; Dương Hành Mật chấp thuận, song do được Dương Hành Mật hậu đãi và được ban thưởng nhiều của cải, cả Sử Nghiễm và Lý Thừa Tự đều không bao giờ quay trở về Hà Đông mà tiếp tục phụng sự cho Dương Hành Mật.
Cũng vào mùa xuân năm 897, Dương Hành Mật tiếp tục tiến công Vũ Xương, và do được Đỗ Hồng cầu viện nên Chu Toàn Trung khiển con nuôi là Chu Hữu Cung (朱友恭) suất quân tiến đánh Hoàng châu. Cù Chương bỏ Hoàng châu khi Chu Hữu Cung tiến công, song sau đó vẫn bị Chu Hữu Cung bắt được. Trong khi đó, Chu Toàn Trung sau khi đoạt được Thiên Bình và Thái Ninh thì xác định Hoài Nam là mục tiêu kế tiếp, khiển Bàng Sư Cổ (龐師古) đem 7 vạn quân Tuyên Vũ và Cảm Hóa tiến đến Thanh Khẩu, giả bộ tiến đến Dương châu; khiển Cát Tùng Chu đem quân Thiên Bình và Thái Ninh tiến đến An Phong), giả bộ tiến đến Thọ châu; Chu Toàn Trung dẫn đại quân tiến đến Túc châu. Người dân Hoài Nam hết sức sửng sốt và mất tinh thần khi biết quân của Chu Toàn Trung tiến đến. Tuy nhiên, Bàng Sư Cổ lại ỷ mình có một đội quân hùng mạnh nên thành ra xem thường quân của Dương Hành Mật. Dương Hành Mật cho Chu Cẩn làm tướng tiên phong, Chu Cẩn cho xây dựng một con đập ngang qua Hoài Hà. Khi Dương Hành Mật tiến công Bàng Sư Cổ, Chu Cẩn cho dòng nước tràn qua đội quân của Bàng Sư Cổ, sau đó cùng Dương Hành Mật tiến công Bàng Sư Cổ. Quân của Bàng Sư Cổ tử chiến bởi dòng nước và quân Hoài Nam, bản thân Bàng Sư Cổ cũng bị giết. Chu Diên Thọ cũng đánh bại được quân của Cát Tòng Chu. Khi hay tin cả hai tướng của mình đều bị đánh bại, Chu Toàn Trung triệt thoái, Dương Hành Mật khẳng định quyền kiểm soát lãnh thổ nằm giữa Hoài Hà và Trường Giang.
Vào mùa xuân năm 898, Tiền Lưu, Chung Truyền, Đỗ Hồng và Bình Lư tiết độ sứ Vương Sư Phạm (王師範) đều thượng biểu cho Đường Chiêu Tông, thỉnh cầu triều đình tuyên bố thảo phạt Dương Hành Mật, cho Chu Toàn Trung làm đô thống, Đường Chiêu Tông từ chối. Trong khi đó, biết tin Chu Toàn Trung chiến bại, Trung Nghĩa tiết độ sứ Triệu Khuông Ngưng (趙匡凝) quay sang bí mật liên minh với Dương Hành Mật, song sau khi Chu Toàn Trung phát hiện ra và tiến công Trung Nghĩa, Triệu Khuông Ngưng phải chấp thuận từ bỏ liên minh với Dương Hành Mật. Cũng tương tự, Phụng Quốc tiết độ sứ Thôi Hồng (崔洪) vốn là một chư hầu của Chu Toàn Trung, song cũng bí mật giao thiệp với Dương Hành Mật, Chu Toàn Trung phát hiện được điều này và khiển Trương Tồn Kính (張存敬) suất quân tiến công Thôi Hồng, Thôi Hồng phải giao đệ là Thôi Hiền cho Chu Toàn Trung làm con tin.

### Thời kỳ cuối
Vào mùa xuân năm 899, Dương Hành Mật và Chu Cẩn tiến công thủ phủ Từ châu của Cảm Hóa quân. Chu Toàn Trung đầu tiên khiển bộ tướng Trương Quy Hậu (張歸厚) đi giải vây, sau đó cũng đích thân dẫn viện binh đến. Khi hay tin Chu Toàn Trung sắp tiến quân đến, Dương Hành Mật triệt thoái.
Năm 900, Đường Chiêu Tông bổ nhiệm Dương Hành Mật kiêm chức Thị trung.
Vào mùa thu năm 901, Dương Hành Mật tin vào lời đồn đại rằng Tiền Lưu bị ám sát, ông nghĩ đây là thời cơ để chiếm lấy Hàng châu, do đó quyết định khiển Lý Thần Phúc tiến công Trấn Hải quân. Tiền Lưu khiển bộ tướng Cố Toàn Vũ (顧全武) đi kháng cự, song bị Lý Thần Phúc đánh bại và bắt giữ. Tuy nhiên, Lý Thần Phúc nhanh chóng nhận ra rằng Tiền Lưu chưa chết, và thấy mình không thể chiếm thêm lãnh thổ của Tiền Lưu. Để tránh bị Tiền Lưu phản kích, Lý Thần Phúc cho bảo vệ lăng một tổ tiên của Tiền Lưu tại quê nhà Lâm An và cho phép Cố Toàn Vũ được viết thư về nhà; ngoài ra cũng giả bộ là đại quân Hoài Nam đang trên đường đến. Sau khi được Tiền Lưu tặng cho một lượng tiền bạc lớn, Lý Thần Phúc triệt thoái. (Dương Hành Mật sau đó cho Cố Toàn Vũ về Trấn Hải để đổi lấy Tần Bùi (秦裴), một tướng của Hoài Nam bị bắt làm tù binh khi Tiền Lưu tái chiếm Tô châu.)
Cuối năm 901, các hoạn quan có thế lực tại Trường An biết được việc Đường Chiêu Tông cùng tể tướng Thôi Dận cùng âm mưu đồ sát họ, do đó họ lên kế hoạch tiêu diệt Thôi Dận. Thôi Dận yêu cầu Chu Toàn Trung đem quân tiến về kinh sư, các hoạn quan đứng đầu là Hữu thần sách quân hộ quân trung úy Hàn Toàn Hối (韓全誨) liền bắt giữ Đường Chiêu Tông và đưa đến chỗ Phượng Tường tiết độ sứ Lý Khắc Dụng. Chu Toàn Trung tiến đến vùng lân cận Trường An, và do Thôi Dận thúc giục, ông ta bao vây quân thành Phượng Tường. Khi Phượng Tường bị bao vây, Đường Chiêu Tông hạ một chiếu chỉ (có thể do các hoạn quan ép buộc) vào mùa xuân năm 902 cho Dương Hành Mật, bổ nhiệm ông là Đông diện hành doanh đô thống, Trung thư lệnh, phong tước Ngô vương, lệnh cho ông suất quân thảo phạt Chu Toàn Trung. (Chiếu chỉ do Lý Nghiễm đưa đến, ông là nhi tử của cựu tể tướng Trương Tuấn. Lý Nghiễm sau đó ở lại lãnh địa của Dương Hành Mật với vị thế là đại diện của hoàng đế Đại Đường, mặc dù sau khi Lý Nghiễm đến thì Dương Hành Mật cũng bắt đầu tự mình thực thi các quyền lực của bậc đế vương, do chiếu chỉ mà Lý Nghiễm mang đến trao quyền cho ông làm vậy.) Sau đó, Dương Hành Mật chuẩn bị cho một chiến dịch chống lại Chu Toàn Trung.
Trong lúc Dương Hành Mật đang chuẩn bị tiến công Chu Toàn Trung, thì Ninh Quốc tiết độ sứ Điền Quân cũng đang chuẩn bị đánh Phùng Hoằng Đạc (馮弘鐸)- một thuộc hạ của Trương Hùng và tiếp tục chiếm cứ Thăng châu (tức Thượng Nguyên) sau khi Trương Hùng qua đời. (Do có một hạm đội hùng mạnh, Phùng Hoằng Đạc từ chối quy phục Dương Hành Mật.) Điền Quân tự mình gây dựng nên một hạm đội để chuẩn bị cho chiến dịch, và Phùng Hoằng Đạc quyết định đánh phủ đầu khi đem hạm đội tiến công Tuyên châu- thủ phủ của Ninh Quốc, bất chấp việc Dương Hành Mật khiển sứ giả đến khuyên can. Tuy nhiên, khi Phùng Hoằng Đạc giao chiến với Điền Quân, Điền Quân giành được chiến thắng và tiêu diệt hạm đội Thăng châu. Sau khi chiến bại, Phùng Hoằng Đạc định tiến về phía đông để ra Đông Hải, song Dương Hành Mật lại thuyết phục Phùng Hoằng Đạc rằng người này sẽ được đối đãi tốt nếu chịu quy phục. Sau khi Phùng Hoằng Đạc quy phục, Dương Hành Mật bổ nhiệm người này là Hoài Nam tiết độ phó sứ, rồi bổ nhiệm Lý Thần Phúc là Thăng châu thứ sử.
Mối đe dọa từ Phùng Hoằng Đạc chấm dứt, Dương Hành Mật tiến công vào lãnh địa của Chu Toàn Trung, cho phó sứ Lý Thừa Tự tạm thời làm chủ quân phủ sự của Hoài Nam. Tuy nhiên, quân Hoài Nam gặp khó khăn về nguồn cung lương thực, do các cự hạm mà ông sử dụng để vận chuyển lương thực bị mắc kẹt trên các con kênh. (Từ Ôn trước đó từng đề xuất dùng tiểu đĩnh để vận chuyển lương thực song không có kết quả, sau sự kiện này thì Dương Hành Mật bắt đầu xem trọng các đề xuất của Từ Ôn và bắt đầu thăng chức cho người này.) Sau đó, khi quân Hoài Nam tiến công song không thể nhanh chóng chiếm được Túc châu, Dương Hành Mật triệt thoái. (Chu Toàn Trung sau đó khống chế Hoàng đế)
Vào mùa thu năm 902, các thuộc hạ của Tiền Lưu là Từ Oản (徐綰) và Hứa Tái Tư (許再思) tiến hành binh biến và cố gắng chiếm lấy Hàng châu. Đến khi sự bất thành, họ lôi kéo Điền Quân đến cứu viện. Tiền Lưu nghe theo đề xuất của Cố Toàn Vũ và dùng Dương Hành Mật để ngăn chặn Điền Quân. Tiền Lưu khiển Cố Toàn Vũ cùng nhi tử là Tiền Truyền Liệu (錢傳璙) đi sứ sang Hoài Nam; Cố Toàn Vũ thuyết phục Dương Hành Mật rằng nếu như Điền Quân chiếm được Trấn Hải thì thế lực của người này sẽ tăng lên rất nhiều và có thể đe dọa đến Dương Hành Mật; Cố Toàn Vũ nói rằng nếu Dương Hành Mật có thể lệnh cho Điền Quân triệt thoái, Tiền Lưu sẽ để Tiền Truyền Liệu ở lại làm con tin. Dương Hành Mật chấp thuận đề xuất và gả một nhi nữ cho Tiền Truyền Liệu, sau đó lệnh cho Điền Quân triệt thoái, đe dọa rằng nếu Điền Quân không tuân theo thì sẽ phái người đến tiếp quản Ninh Quốc. Do bị Dương Hành Mật đe dọa, Điền Quân triệt thoái sau khi được Tiền Lưu tặng cho một khoản tiền bạc và buộc Tiền Lưu phải trao một nhi tử (Tiền Truyền Quán) làm con tin.
Vào mùa xuân năm 903, Dương Hành Mật khiển Lý Thần Phúc, với Lưu Tồn (劉存) làm phó, đem quân tiến công Vũ Xương quân của Đỗ Hồng. Trong khi đó, Vương Sư phạm phải đối mặt với các cuộc tiến công của Chu Toàn Trung, vì thế buộc phải cầu viện Dương Hành Mật. Dương Hành Mật khiển Vương Mậu Chương (王茂章) đem quân đến cứu viện, tiến công vào Túc châu, song không lâu sau lại triệt thoái khỏi Túc châu. Thêm vào đó, trong khi Vương Mậu Chương thoạt đầu cùng với Vương Sư phạm đẩy lui được các cuộc tiến công của quân Tuyên Vũ, song sau đó do nhận thấy không thể cầm chân quân Tuyên Vũ một cách vô hạn định, Vương Mậu Chương quyết định rút khỏi Bình Lư. Đến mùa đông năm 903, Vương Sư phạm buộc phải tái quy phục Chu Toàn Trung.
Điền Quân rất phẫn uất với Dương Hành Mật vì buộc ông ta phải từ bỏ Trấn Hải, tình cảm này càng tăng thêm khi Điền Quân đến Dương châu gặp Dương Hành Mật để thỉnh cầu trả lại Trì châu và Thiệp châu cho Ninh Quốc, song Dương Hành Mật từ chối. Vào mùa hè năm 903, Điền Quân và Nhuận châu đoàn luyện sứ An Nhân Nghĩa cùng nổi dậy chống lại Dương Hành Mật; sau đó họ thuyết phục được thêm Chu Diên Thọ- đang ở Thọ châu và mang chức vụ Phụng Quốc tiết độ sứ (song người này thoạt đầu không công khai ý định), và khiển sứ giả đến chỗ Chu Toàn Trung xin tiếp viện. Đối mặt với họa này, Dương Hành Mật triệu Lý Thần Phúc (đang tiến công Vũ Xương) đem quan tiến công Điền Quân và khiển Vương Mậu Chương và Từ Ôn tiến công An Nhân Nghĩa. Dương Hành Mật nhận ra Chu Diên Thọ sắp quay sang phản lại mình, vì thế ông giả vờ bị đột quỵ và nói với Chu phu nhân rằng sẽ giao lại quân phủ cho Chu Diên Thọ; Chu phu nhân viết thư cho Chu Diên Thọ để thuật lại lời của Dương Hành Mật. Sau đó, Dương Hành Mật triệu Chu Diên Thọ đến Dương châu, Chu Diên Thọ tin vào sự thành thật của Dương Hành Mật nên vẫn đến, rồi bị Dương Hành Mật bắt giữ và xử tử, sau đó Dương Hành Mật xử tử các huynh đệ của Chu Diên Thọ và ly dị Chu phu nhân.
Trong khi đó, Lý Thần Phúc giành được các thắng lợi ban đầu trước thuộc hạ của Điền Quân là Vương Đàn (王壇) và Uông Kiến (汪建). Do đó, Điền Quân quyết định rời khỏi Tuyên châu và đích thân giao chiến với Lý Thần Phúc. Theo đề xuất của Lý Thần Phúc, Dương Hành Mật sau đó khiển Đài Mông tiến công Tuyên châu sau khi Điền Quân rời khỏi. Khi hay tin Đài Mông đang tiến tới, Điền Quân quay trở lại Tuyên châu và giao chiến với Đài Mông. Đài Mông viết thư đề tên Dương Hành Mật, gửi cho các thuộc hạ của Điền Quân- những người vẫn còn lại lòng trung thành với Dương Hành Mật, sau đó tiến công và đánh bại Điền Quân, Điền Quân chạy về Tuyên châu. Đài Mông bao vây Tuyên châu, đến khi Điền Quân cố phản công, Đài Mông đánh bại và giết chết Điền Quân. Dương Hành Mật nhớ tới tình bằng hữu trước kia với Điền Quân nên tha cho mẹ của Điền Quân là Ân thị, ông và chư tử đều xem mình là tử tôn của bà. Dương Hành Mật cũng trưng dụng các thuộc cấp của Điền Quân mặc dù trước đó họ từng phản đối ông. (An Nhân Nghĩa bị đánh bại và xử tử vào mùa xuân năm 905.)
Dương Hành Mật bổ nhiệm Lý Thần Phúc làm Ninh Quốc tiết độ sứ, song Lý Thần Phúc từ chối và tiếp tục chiến dịch đánh Vũ Xương. (Do vậy, Dương Hành Mật bổ nhiệm Đài Mông là quan sát sứ.) Dương Hành Mật cũng cho Cố Toàn Vũ, Tiền Truyền Liệu và thê tử (tức nhi nữ của ông) về với Tiền Lưu. Trong khi đó, Chu Toàn Trung phá hủy kinh sư Trường An và buộc Đường Chiêu Tông phải dời đô đến Lạc Dương. Trên hành trình đến Lạc Dương, Đường Chiêu Tông ra một mật chỉ cho Dương Hành Mật, Lý Khắc Dụng và Tây Xuyên tiết độ sứ Vương Kiến để yêu cầu họ giải cứu mình; song cả ba đều không có hành động. Tuy nhiên, khi Chu Toàn Trung khiển sứ giả đến thuyết phục Dương Hành Mật từ bỏ chiến dịch đánh Vũ Xương, Dương Hành Mật đáp lại: "Đợi đến khi Thiên tử trở về Trường An, sau đó sẽ bãi binh tu hảo."
Vào mùa xuân năm 904, Lý Thần Phúc lâm bệnh và qua đời trong khi đang tiến công Vũ Xương, Dương Hành Mật cho Lưu Tồn thay thế chức "chiêu thảo sứ". Trong khi đó, Đài Mông cũng qua đời, Dương Thành Mật cho trưởng tử là Nha nội chư quân sứ Dương Ác tiếp quản chức quan sát sứ của Đài Mông.
Vào mùa đông năm 904, Chu Toàn Trung đích thân dẫn quân cứu viện Vũ Xương, và khiển các bộ tướng khác tập kích vào lãnh thổ Hoài Nam. Chu Toàn Trung cũng khiển Tào Diên Tộ (曹延祚) đến thủ phủ Ngạc châu (鄂州) của Vũ Xương để giúp Đỗ Hồng cố thủ thành. Tuy nhiên, vào mùa xuân năm 905, Lưu Tồn chiếm được Ngạc châu, bắt giữ Đỗ Hồng và Tào Diên Tộ; Lưu Tồn giải hai người này đến Dương châu, tại đây họ bị xử tử, Dương Hành Mật thôn tính được Vũ Xương.
Trong nhiều năm, Triệu Khuông Ngưng vẫn giao thiệp với cả Dương Hành Mật và Vương Kiến, điều này khiến Chu Toàn Trung tức giận. Vào mùa hè năm 905, Chu Toàn Trung mở một cuộc tiến công lớn chống lại Triệu Khuông Ninh và đệ là Kinh Nam tiết độ sứ Triệu Khuông Minh (趙匡明). Huynh đệ họ Triệu bị tiêu diệt, Triệu Khuông Ngưng chạy trốn đến Hoài Nam, còn Triệu Khuông Minh chạy trốn đến Tây Xuyên, lãnh địa của họ rơi vào tay Chu Toàn Trung. Sau khi giành được thắng lợi, Chu Toàn Trung quyết định tiến về phía đông để đánh Hoài Nam, song sau đó triệt thoái do gặp phải dông tố.

## Qua đời
Dương Hành Mật trong lúc này lâm bệnh và phải đối diện với vấn đề kế nhiệm. Người kế nhiệm theo lẽ thường là trưởng tử Dương Ác, song các quan lại Hoài Nam đều đánh giá thấp Dương Ác. Khi Dương Hành Mật nêu vấn đề này với phán quan Chu Ẩn (周隱) và bảo Chu Ẩn ban lệnh triệu Dương Ác từ Tuyên châu trở về Dương châu, Chu Ẩn phản đối, nói rằng Dương Ác là một người kế nhiệm không phù hợp do con người này ham mê ăn uống và đánh cầu. Chu Ẩn đề xuất rằng Dương Hành Mật nên ủy thác lại Hoài Nam cho Lưu Uy, với chỉ thị rằng quyền lực sẽ được trao lại cho một trong số các nhi tử của Dương Hành Mật khi họ lớn lên, song Từ Ôn và Trương Hạo thì cho rằng việc này là bất khả thi. Đến khi Dương Hạo lại bảo Chu Ẩn triệu kiến Dương Ác, Chu Ẩn soạn thảo lệnh song trì hoãn việc gửi đi. Tuy nhiên, Từ Ôn và Trương Hạo phát hiện ra và truyền lệnh đi, Dương Ác đến Dương châu vào mùa đông năm 905. Dương Hành Mật cho trưởng tử giữ chức Hoài Nam lưu hậu, và không lâu sau thì hoăng. Theo thỉnh cầu của các tướng tá Hoài Nam, Lý Nghiễm "thừa chế" bổ nhiệm Dương Ác là Hoài Nam tiết độ sứ, Đông Nam chư đạo hành doanh đô thống, kiêm Thị trung, Hoằng Nông quận vương, kế nhiệm Dương Hành Mật. Sau khi tức hoàng đế vị vào tháng 11 ÂL năm 927, Dương Phổ truy tôn Dương Hành Mật là "Vũ hoàng đế".

## Gia quyến
Thê thiếp
- Chu phu nhân, tỉ của Chu Diên Thọ, Yên quốc phu nhân, ly dị năm 903
- Sử phu nhân, sinh Dương Ác và Dương Long Diễn, Vũ Xương quận quân, năm 905 được tôn là Thái phu nhân, năm 919 được tôn là Thái phi
- Vương phu nhân, sinh Dương Phổ, năm 920 được tôn là Thái phi, năm 927 được tôn là Hoàng thái hậu, qua đời năm 929

Tử
- Ngô Liệt Tổ Dương Ác
- Ngô Cao Tổ Dương Long Diễn
- Lâm Xuyên vương Dương Mông (楊濛)
- Ngô Huệ Đế Dương Phổ
- Tân An công Dương Tầm (楊潯)
- Đức Hóa vương Dương Triệt (楊澈)

Nữ
- Tầm Dương trưởng công chúa
- Dương thị, gả cho Tiền Truyền Liệu (錢傳璙)- nhi tử của Tiền Lưu
- Dương thị, gả cho Tưởng Diên Huy (蔣延徽)